# Blessings and Miracles
Blessings and Miracles (Bênçãos e Milagres) é o vigésimo sexto álbum de estúdio da banda de rock estadunidense Santana. Foi lançado em 15 de outubro de 2021 pela Starfaith LLC e BMG Rights Management e produzido pelo próprio Carlos Santana, que o preparou ao longo de dois anos.
O álbum conta com vários convidados, incluindo Chris Stapleton, Ally Brooke, Corey Glover, Kirk Hammett, Chick Corea, Gayle Moran Corea, Steve Winwood e Rob Thomas, com quem Santana gravou novamente mais de 20 anos após seu hit "Smooth". Muitas das colaborações foram gravadas remotamente.
Em julho de 2021, ele anunciou sua assinatura com a BMG Rights Management para lançar o álbum.

## Conceito
Quando questionado sobre o motivo da mudança de estilo do Africa Speaks para o Blessings and Miracles, Santana disse que foi a "intuição" que lhe disse para "voltar ao rádio nos quatro cantos do mundo e tocar o coração das pessoas. Por causa dessa [pandemia], as pessoas precisam de esperança e coragem. [...] Bênçãos e milagres são uma tentativa divina de ajudar as pessoas a terem um profundo senso de autoestima. Há muitas pessoas por aí com autoestima muito baixa."
Ele realizou uma reunião de reflexão em seu escritório e perguntou por nomes que poderiam ajudá-lo em seu objetivo de voltar ao rádio.
Segundo ele, o título do álbum vem “da minha convicção de que nascemos com poderes celestiais que nos permitem criar bênçãos e milagres”. Ele acredita que a música tem este poder. Ele também viu o álbum como "música medicinal mística para curar um mundo infectado de medo e escuridão." A arte da capa apresenta uma imagem de Tlāloc, o deus asteca da chuva.

## Informações das músicas
"Joy", com Chris Stapleton, foi inspirada pelos ideais de união de Bob Marley e John Lennon e foi definido por Santana como "o medicamento e remédio definitivo contra o medo".
O álbum traz um cover de "A Whiter Shade of Pale" do Procol Harum. De acordo com Santana, ele estava no Hyde Park se apresentando com Eric Clapton e, enquanto Gary Clark Jr. tocava, ele disse a Steve Winwood: "Eu ouço você cantando 'A Whiter Shade of Pale' e tocando órgão e eu tocando guitarra e fazendo-a completamente diferente - mais como um estilo guajira africano, cubano e porto-riquenho. Muito sexy." Com a ajuda de Narada Michael Walden, a colaboração foi acertada.
Santana originalmente convidou Steven Tyler do Aerosmith para cantar em "America for Sale", mas ele não estava disponível, então ele pediu ao outro convidado da música (Kirk Hammett, do Metallica) uma sugestão e ele veio com seu amigo Mark Osegueda do Death Angel.
Blessings and Miracles traz duas canções escritas pelos filhos de Santana: "Breathing Underwater", de Stella, e "Rumbalero", de Salvador. Quando ele ouviu esta última pela primeira vez, ele teve que usar o Shazam para descobrir que era uma música de seu próprio filho. Ele solicitou permissão de ambos para gravar suas canções em seu então futuro álbum e ambos pensaram inicialmente que ele estava só brincando.

## Recepção da crítica
| Críticas profissionais | Críticas profissionais |
| Pontuações agregadas   | Pontuações agregadas   |
| Fonte                  | Avaliação              |
| ---------------------- | ---------------------- |
| Metacritic             | 61/100                 |
| Avaliações da crítica  |                        |
| Fonte                  | Avaliação              |
| The Arts Desk          | [ 14 ]                 |
| Classic Rock           | [ 15 ]                 |
| Entertainment Weekly   | C                      |
| Hot Press              | 3/10                   |
| Mojo                   | [ 18 ]                 |
| AllMusic               | [ 19 ]                 |
| Rolling Stone France   | [ 20 ]                 |
| Laut.de                | Positiva               |
| metal.de               | Positiva               |
| Ultimate Classic Rock  | Positiva               |

Blessings and Miracles recebeu críticas em geral favoráveis por críticos garimpados pelo Metacritic. Ele tem uma pontuação média de 61/100, com base em 5 resenhas.
O Kronen Zeitung sentiu que o álbum "teve um sucesso apenas parcial em termos da qualidade das 15 canções" e que não "chegou perto" do Supernatural de 1999. Ele achou que alguns aspectos do álbum eram "calculados", como os convidados.
A edição francesa da Rolling Stone sentiu que o álbum poderia ser "um pouco mainstream demais para aqueles que sonham com um retorno 'real' às raízes" e que Blessing and Miracles "talvez não contenha os milagres esperados". Eles elogiaram canções como "Santana Celebration" e "Peace Power" e avaliaram o álbum com 3.5/5.
Em uma crítica no Metal.de, Christian Flack disse que o álbum prova que a "criatividade e gênio musical de Santana estão longe de se exaurir" e sentiu que ele era "fresco e carismático". Ele não viu nenhum momento fraco e concluiu chamando-o de "um álbum forte, musicalmente [...] amplo e altamente ambicioso com um elenco de estrelas e excelentes solos de guitarra."
Escrevendo para a Laut.de, Philipp Kause viu o álbum como uma espécie de "sampler" devido aos muitos convidados e gêneros e parabenizou-o por "agradar a todos os gostos". Ele também sentiu que o álbum "parece muito mais adequado para o uso diário, menos cerebral, não mais feito sob medida para uma elite de jazz / exotismo" e que "fragmentos de filme do registro do show de Woodstock aparecerão em sua mente enquanto você o ouve" . Por outro lado, ele sentiu que o álbum falhou em harmonizar "o belo charme de canções sentimentais como 'Whiter Shade of Pale' com a produção forçada".
Michael Galluci sentiu que o álbum é "desorganizado, mas não sem destaques ocasionais". Ele achou que o álbum muda constantemente de canções que lembram os primeiros anos para música similar aos tempos de Abraxas e Shaman. Ele também achou que Carlos não ficou tão ofuscado pelos convidados quanto nos álbuns de sucesso dos anos 1990/2000. Ele terminou sua crítica chamando-o de "uma representação mais genuína da música de Santana conforme ele avança para outra década".
Stephen Thomas Erlewine do AllMusic tachou o álbum de "formulaico" em vez de "fresco" como era em in 1999 (quando o Supernatural foi lançado). Ele sentiu que os vocalistas convidados estavam verdadeiramente empolgados com suas participações e concordou que "fusões constrangedoras" como as participações de G-Eazy e Diane Warren "fazem Blessings and Miracles parecer um álbum criado por artistas e não em uma sala de reuniões corporativa". Por fim, ele falou que "que essas incursões diversas não estejam bem amarradas, tudo bem; como uma coleção de momentos, Blessings and Miracles faz a lição de casa."

## Lista de faixas
| Faixas de Blessings and Miracles |                                                                                                 |         |  |
| N.º                              | Título                                                                                          | Duração |  |
| 1.                               | "Ghost of Future Pull / New Light" (Fantasma do Futuro Empuxo / Nova Luz)                       | 1:24    |  |
| 2.                               | "Santana Celebration" (Comemoração Santana)                                                     | 3:18    |  |
| 3.                               | "Rumbalero" (com Salvador Santana e Asdru Sierra)                                               | 3:56    |  |
| 4.                               | "Joy" (Alegria; com Chris Stapleton)                                                            | 3:46    |  |
| 5.                               | "Move" (Mexer; com Rob Thomas e American Authors)                                               | 2:45    |  |
| 6.                               | "Whiter Shade of Pale" (Tom Mais Branco de Pálido (com Steve Winwood))                          | 4:53    |  |
| 7.                               | "Break" (Pausa (com Ally Brooke))                                                               | 5:16    |  |
| 8.                               | "She's Fire" (Ela é Fogo (com Diane Warren e G-Eazy))                                           | 3:32    |  |
| 9.                               | "Peace Power" (Poder da Paz (com Corey Glover))                                                 | 4:40    |  |
| 10.                              | "America For Sale" (Estados Unidos à Venda (com Kirk Hammett e Marc Osegueda)                   | 6:13    |  |
| 11.                              | "Breathing Underwater" (Respirando Embaixo D'água (com Stella Santana, Avi Snow e MVCA))        | 3:34    |  |
| 12.                              | "Mother Yes" (Mãe Sim)                                                                          | 4:35    |  |
| 13.                              | "Song for Cindy" (Canção para Cindy)                                                            | 3:49    |  |
| 14.                              | "Angel Choir/All Together" (Coral dos Anjos/Todos Juntos (com Chick Corea e Gayle Moran Corea)) | 3:17    |  |
| 15.                              | "Ghost of Future Pull II" (Fantasma do Futuro Empuxo II)                                        | 1:47    |  |
| Duração total:                   | Duração total:                                                                                  | 56:45   |  |

## Paradas
| Parada (2021)                                 | Maior colocação |
| --------------------------------------------- | --------------- |
| Áustria (Ö3 Austria Top 40)                   | 13              |
| Bélgica (Ultratop Flandres)                   | 147             |
| Bélgica (Ultratop Valônia)                    | 100             |
| República Tcheca (ČNS IFPI)                   | 66              |
| França (SNEP)                                 | 89              |
| Alemanha (Offizielle Deutsche Charts)         | 7               |
| Italian Albums (FIMI)                         | 52              |
| Polónia (ZPAV)                                | 16              |
| Escócia (Official Scottish Albums)            | 38              |
| Suíça (Schweizer Hitparade)                   | 15              |
| Reino Unido (UK Independent Albums Chart)     | 13              |
| Reino Unido (UK Rock & Metal Albums)          | 2               |
| Estados Unidos (Billboard Independent Albums) | 39              |
| 17                                            |                 |
| Estados Unidos (Top Rock Albums)              | 38              |